# Pit Stop (film 2013)
Pit Stop è un film del 2013 diretto da Yen Tan.

## Trama
In una piccola cittadina del Texas, due uomini nonostante le difficoltà della vita e la monotonia lavorativa sognano ancora l'amore romantico. Gabe è un imprenditore del legname, reduce da una relazione tormentata con un uomo sposato che trova sostegno e conforto dall'ex moglie e dalla figlia, con cui è rimasto in ottimi rapporti. Ernesto, operaio edile, convive con l'ex fidanzato Luis sottraendosi alla vita domestica e passando il suo tempo al capezzale dell'ex compagno Martin, in coma in ospedale. Una notte, in una stazione di servizio, Gabe e Ernesto saranno destinati ad incontrarsi.

## Produzione
Il film è stato girato interamente in Texas, nelle località di Austin, Bastrop, Dripping Springs e Lockhart.

## Distribuzione
Il film è stato presentato in anteprima 21 gennaio al Sundance Film Festival 2013, successivamente è stato presentato in numerosi festival cinematografici, tra cui South by Southwest Film Festival e Seattle International Film Festival.

## Riconoscimenti
- 2013 - Dallas International Film Festival
  - Texas Grand Jury Prize
- 2013 - Nashville Film Festival
  - Louis LeQuire Award per la miglior sceneggiatura
- 2013 - Miami Gay & Lesbian Film Festival
  - HBO Film Award - Best Full Length Feature
- 2013 - Outfest
  - Grand Jury Award for Outstanding Actor in a Feature Film (Bill Heck e Marcus DeAnda)
- 2013 - ImageOut
  - Honorable Mention Jury Award
- 2014 - Independent Spirit Award
  - Candidatura al Premio John Cassavetes